# 都宇郡
- 令制国一覧 > 山陽道 > 備中国 > 都宇郡
- 日本 > 中国地方 > 岡山県 > 都宇郡

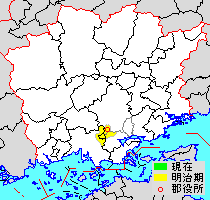
岡山県都宇郡の位置

都宇郡（つうぐん）は、岡山県（備中国）にあった郡。

## 郡域
1878年（明治11年）に行政区画として発足した当時の郡域は、下記の区域にあたる。
- 岡山市
  - 北区の一部（概ね納所、川入、西花尻、東花尻、平野、延友より南西[1]および津寺・加茂・惣爪・新庄上・新庄下）
  - 南区の一部（大福・古新田・妹尾崎・山田・妹尾・箕島）
- 倉敷市の一部（茶屋町、高須賀、早高、西田、中帯江、五日市、黒崎、中庄団地、中庄、松島、二子以東）
- 都窪郡早島町の全域

## 歴史
郡域の北部は古来、吉備国の中心地として栄えた地域であり、備中国府（賀陽郡）にも近い。また、県下一の古墳である造山古墳もその地域にある。
郡衙の位置は河面郷（岡山市津寺・新庄・惣爪・加茂地区）もしくは撫河郷（岡山市撫川周辺から倉敷市庄地区にかけて）と推定されている。
郡名の由来は古代吉備国または備中国の中でも大きく中心地に比較的近い位置にある津（港）があったためという説がある。実際、それに関連する遺跡も発見されている（上東遺跡ほか）。元は「津（つ）」だったが、津が訛りである「つぅ」を漢字2字で地名を書く好字二字令により「津宇」や「都宇」の字を当てたとされる。
江戸時代前期から始まった大干拓により新田が開発され、郡域が広くなった。

### 近世以降の沿革
- 「旧高旧領取調帳」に記載されている明治初年時点での支配は以下の通り。西組・東組は2ヶ所ずつ存在。（50村）

| 知行   | 知行               | 村数 | 村名 |
| ------ | ------------------ | ---- | --- |
| 幕府領 | 倉敷代官所         | 14村 | 日畑村西組、西尾村、山地村、西組、東組、北組、南組、山田村、大内田村、栗坂村、徳芳村、鳥羽村、新庄下村、惣爪村 |
| 幕府領 | 旗本領             | 29村 | 日畑村東組、五日市村、中帯江村、金弾村、西田村、高沼村、高須賀村、沖新田村、宮崎村、前潟村、西分、東分、箕島村、西磯、東磯、北大福村、中大福村、南大福村、古新田村、妹尾崎村、下撫川村、中撫川村、辻村、中島村、二子村、東組、西組、津寺村、新庄上村 |
| 幕府領 | 倉敷代官所・旗本領 | 1村  | 東庄村 |
| 藩領   | 備中岡山新田藩     | 5村  | 松島村、中田村、別府村、黒崎村、矢尾村 |
| 藩領   | 備中庭瀬藩         | 1村  | 矢部村 |

- 慶応4年5月16日（1868年7月5日） - 幕府領が倉敷県の管轄となる。
- 明治3年
  - 1月12日（1870年2月12日） - 岡山新田藩が改称して生坂藩となる。
  - 領地替えにより、新庄下村・惣爪村・東組・西組・津寺村・新庄上村が足守藩領となる。
  - この年までに旗本領が倉敷県の管轄となる。
  - 沖新田村が分割し、一部（帯江戸川氏領）が帯江新田村、残部（早島戸川氏領）が早島新田村となる。（51村）
- 明治4年
  - 7月14日（1871年8月29日） - 廃藩置県により、藩領が生坂県、足守県、庭瀬県の管轄となる。
  - 11月15日（1871年12月26日） - 第1次府県統合により、全域が深津県の管轄となる。
  - 北大福村・中大福村・南大福村が合併して大福村となる。（49村）
- 明治5年
  - 6月5日（1872年7月10日） - 小田県の管轄となる。
  - 高沼村が窪屋郡高沼村と境界変更のうえ改称して早高村となる。
- 明治8年（1875年）12月20日 - 第2次府県統合により岡山県の管轄となる。
- 明治9年（1876年） - 以下の村の統合が行われる。（38村）
  - 上東村 ← 西組、東組（ともに旧・幕府領）、東庄村
  - 下庄村 ← 北組、南組
  - 早島村 ← 金弾村、宮崎村、西分、東分
  - 妹尾村 ← 西磯、東磯
  - 中庄村 ← 辻村、中島村、中田村、別府村
  - 加茂村 ← 東組、西組（ともに旧・旗本領）
- 明治11年（1878年）9月29日 - 郡区町村編制法の岡山県での施行により、行政区画としての都宇郡が発足。郡役所が下撫川村に設置。
- 明治22年（1889年）6月1日 - 町村制の施行により、以下の各村が発足。（11村）
  - 加茂村 ← 津寺村、加茂村、惣爪村、新庄上村、新庄下村（現・岡山市）
  - 撫川村 ← 下撫川村、中撫川村、大内田村、日畑村東組（現・岡山市）
  - 庄村 ← 下庄村、上東村、松島村、栗坂村、山地村、二子村、矢部村、西尾村、日畑村西組（現・倉敷市）
  - 中庄村 ← 中庄村、黒崎村、鳥羽村、徳芳村（現・倉敷市）
  - 豊洲村 ← 西田村、五日市村、中帯江村、高須賀村、早高村（現・倉敷市）
  - 江島村 ← 帯江新田村、早島新田村（現・倉敷市）
  - 早島村 ← 早島村、前潟村、矢尾村（現・都窪郡早島町）
  - 妹尾村（単独村制。現・岡山市）
  - 箕島村（単独村制。現・岡山市）
  - 山田村 ← 山田村、妹尾崎村（現・岡山市）
  - 大福村 ← 大福村、古新田村（現・岡山市）
- 明治29年（1896年）2月26日（3町8村）
  - 早島村が町制施行して早島町となる。
  - 妹尾村が町制施行して妹尾町となる。
  - 江島村が町制施行・改称して茶屋町となる。
- 明治33年（1900年）4月1日 - 郡制の施行により、都宇郡・窪屋郡の区域をもって都窪郡が発足。同日都宇郡廃止。

## 行政
歴代郡長
| 代 | 氏名 | 就任年月日                | 退任年月日                | 備考                           |
| -- | ---- | ------------------------- | ------------------------- | ------------------------------ |
| 1  |      | 明治11年（1878年）9月29日 |                           |                                |
|    |      |                           | 明治33年（1900年）3月31日 | 窪屋郡との合併により都宇郡廃止 |